# Jimmy Snuka
James Reither, (født 18. maj 1943, død 15. januar 2017) bedre kendt under ringnavnet Jimmy "Superfly" Snuka, var en amerikansk wrestler og skuespiller. Han blev født på Fiji og havde igennem sin wrestlingkarriere arbejdet for adskillige wrestlingorganisationer igennem 1970'erne og 1980'erne. Han var bedst kendt for sine optrædener i World Wrestling Federation i 1980'erne, hvor han introducerede en højtflyvende form for wrestling. Han blev den første, der vandt ECW World Heavyweight Championship. Hans søn, James Jr., wrestler i øjeblikket for World Wrestling Entertainment på RAW-brandet under ringnavnet Sim Snuka. 